# Europees kampioenschap zaalhockey mannen 1974
Het Europees kampioenschap zaalhockey 1974 was een door de European Hockey Federation (EHF) georganiseerd kampioenschap voor zaalhockeyers. De eerste editie van het Europees kampioenschap vond plaats op 2 en 3 februari 1974 te West-Berlijn (BRD).

## Eindstand
| Plaats | Team        |
| ------ | ----------- |
| Goud   | BRD         |
| Zilver | Nederland   |
| Brons  | Zwitserland |
| 4e     | Schotland   |
| 5e     | België      |
| 6e     | Oostenrijk  |